# Edwin Mosquera
Edwin Orlando Mosquera Roa (El Carmen de Atrato, Chocó, Colombia, 26 de julio de 1985-Palmira, Valle del Cauca, Colombia, 2 de diciembre de 2017) fue un deportista de halterofilia colombiano que competía en la división de 69 kg. Además Mosquera llegó a participar en dos Juegos Olímpicos.

## Biografía
Ganó la medalla de plata en los Juegos Panamericanos de 2007 y en el Campeonato Panamericano de Halterofilia en 2016. Además ganó dos medallas de oro en los Campeonato Panamericano de 2008 y 2010. Además llegó a participar en los Juegos Olímpicos de Pekín 2008, donde tuvo que abandonar la competición tras una lesión en la rodilla. Hizo lo propio en los Juegos Olímpicos de Río de Janeiro 2016, donde acabó en la posición decimoquinta, con un total de 310 kilogramos.
Fue asesinado el 2 de diciembre de 2017 en Palmira tras recibir dos disparos.

## Palmarés internacional
| Juegos Panamericanos                    | Juegos Panamericanos            | Juegos Panamericanos | Juegos Panamericanos |
| Año                                     | Lugar                           | Medalla              | Evento               |
| --------------------------------------- | ------------------------------- | -------------------- | -------------------- |
| 2007                                    | Río de Janeiro (Brasil)         | Medalla de plata     | 69 kg                |
| Campeonato Panamericano de Halterofilia |                                 |                      |                      |
| Año                                     | Lugar                           | Medalla              | Evento               |
| 2008                                    | Callao (Perú)                   | Medalla de oro       | 69 kg                |
| 2010                                    | Ciudad de Guatemala (Guatemala) | Medalla de oro       | 69 kg                |
| 2016                                    | Cartagena (Colombia)            | Medalla de plata     | 69 kg                |